# Comté d'Indian River
Le comté d'Indian River (Indian River County) est un comté situé dans l'État de Floride, aux États-Unis. Sa population était estimée en 2020 à 159 788 habitants. Son siège est Vero Beach. Le comté a été fondé en 1925 et doit son nom au lagon Indian River.

## Comtés adjacents
- Comté de Brevard (nord)
- Comté de Sainte-Lucie (sud)
- Comté d'Okeechobee (sud-ouest)
- Comté d'Osceola (ouest)

## Principales villes
- Fellsmere
- Indian River Shores
- Orchid
- Sebastian
- Vero Beach

## Démographie
| Groupe                           | Comté d'Indian River | Floride | États-Unis |
| -------------------------------- | -------------------- | ------- | ---------- |
| Blancs                           | 84,3                 | 75,0    | 72,4       |
| Afro-Américains                  | 9,0                  | 16,0    | 12,6       |
| Autres                           | 3,6                  | 3,7     | 6,4        |
| Métis                            | 1,6                  | 2,5     | 2,9        |
| Asiatiques                       | 1,2                  | 2,4     | 4,8        |
| Amérindiens                      | 0,3                  | 0,4     | 0,9        |
| Total                            | 100                  | 100     | 100        |
|                                  |                      |         |            |
| Hispaniques et Latino-Américains | 11,2                 | 22,5    | 16,7       |

| 1930  | 1940  | 1950   | 1960   | 1970   | 1980   |
| ----- | ----- | ------ | ------ | ------ | ------ |
| 6 724 | 8 957 | 11 872 | 25 309 | 35 992 | 59 896 |

| 1990   | 2000    | 2010    | 2020    | - | - |
| ------ | ------- | ------- | ------- | - | - |
| 90 208 | 112 947 | 138 028 | 159 788 | - | - |